# Trabucco (pesca)

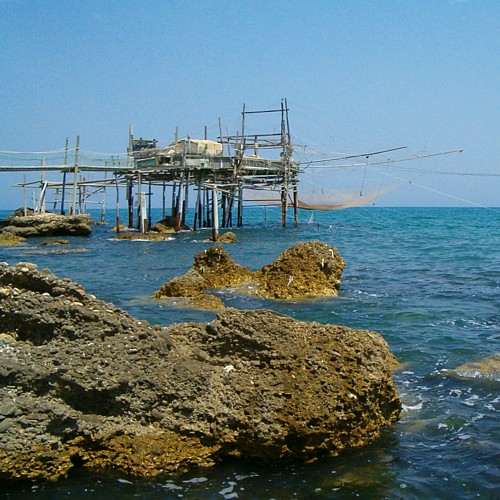
Un trabocco presso Vasto, lungo la costa dei Trabocchi

Il trabucco, nelle varianti abruzzesi e molisane detto anche trabocco, travocco o bilancia, è un'antica macchina da pesca tipica delle coste abruzzesi, garganiche e molisane. La sua diffusione si estende principalmente lungo il basso Adriatico, a partire da Pescara fino ad alcune località della provincia di Barletta-Andria-Trani, a nord di Bari. Sono presenti anche in alcuni punti della costa del basso Tirreno e di quella del Veneto.
Lungo la costa marchigiana, sia pur con il nome di "pesca al quadro", sono presenti strutture analoghe ai trabocchi per forma e funzione.

## Le caratteristiche costruttive
(Gabriele D'Annunzio, in Trionfo della morte)

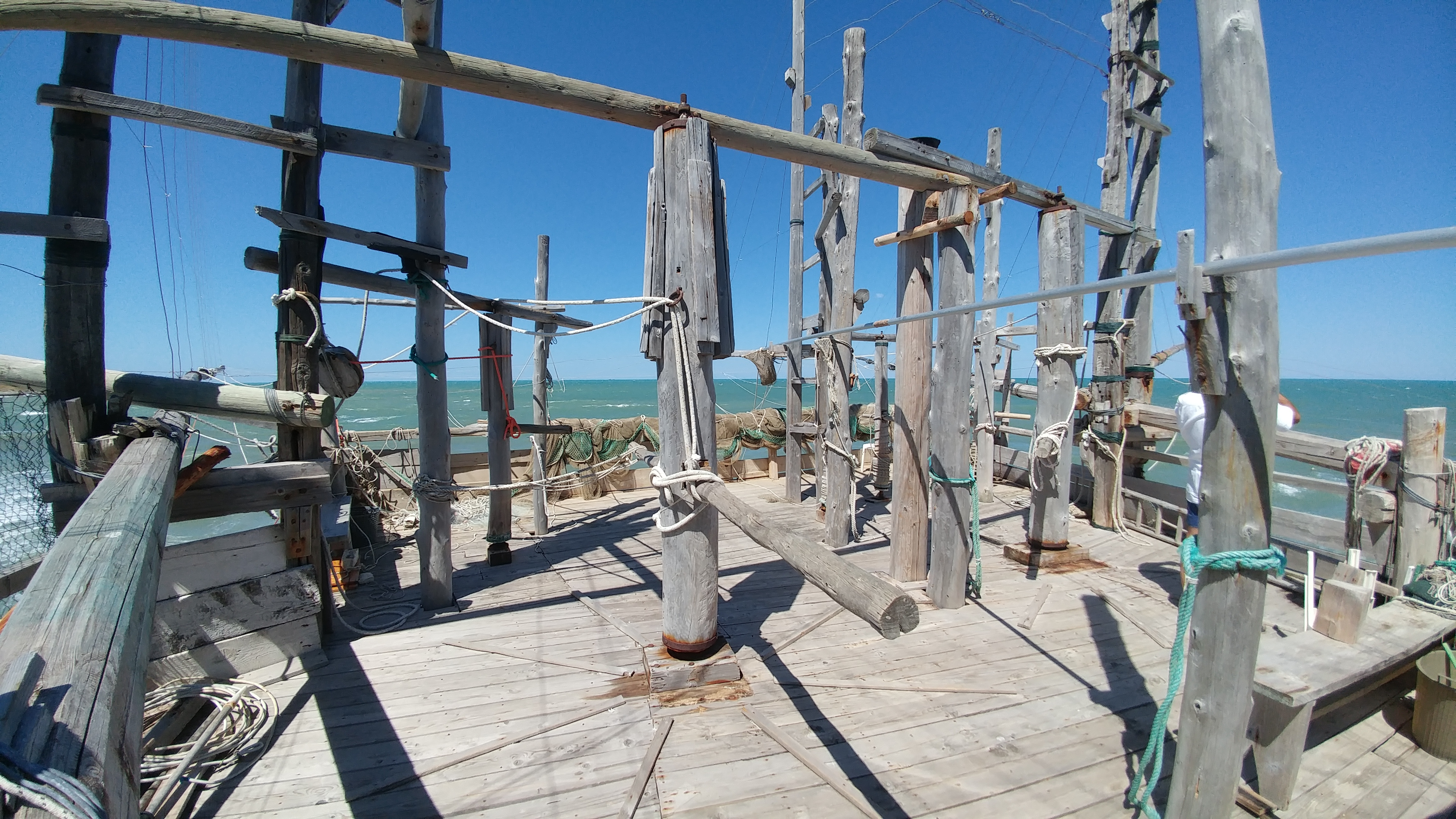
Sistema di congegni per il funzionamento del trabucco

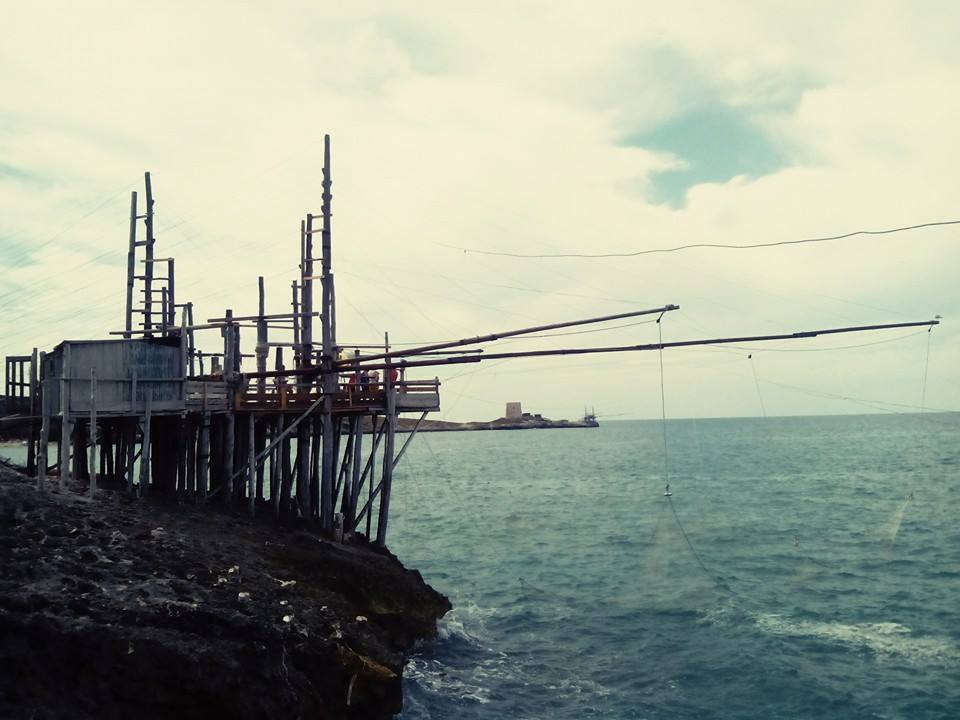
Trabucco Furcichella presso Peschici

Il trabocco è una costruzione realizzata in legno strutturale che consta di una piattaforma protesa sul mare ancorata alla roccia da tronchi di albero dalla quale si allungano, sospesi a qualche metro dall'acqua, due o più bracci, detti antenne, che sostengono un'enorme rete a maglie strette detta trabocchetto.
La diversa morfologia della costa garganica e abruzzese ha determinato la compresenza di due diversi tipi di trabucco: quello garganico prevede l'ancoraggio a uno sperone di roccia di una piattaforma estesa longitudinalmente alla linea di costa, dalla quale si dipartono le antenne. Il tipo originale abruzzese, tecnicamente detto bilancia, insiste spesso su litorali meno profondi e si caratterizza pertanto per la presenza di una piattaforma in posizione trasversale rispetto alla costa, alla quale è collegata da un ponticello costituito da pedane di legno, inoltre i trabocchi abruzzesi hanno un solo argano, spesso azionato elettricamente anche quando il mare è perfettamente tranquillo, e la rete è molto più piccola di quella dei trabucchi garganici. I due tipi sono diversi anche nella lunghezza e nel numero delle antenne, più estese sul Gargano; a Termoli le bilance hanno al massimo due antenne, sul Gargano e nel Nord Barese, a Barletta, Trani e Molfetta, sempre due o più.. La tecnica di pesca è a vista, e consiste nell'intercettare, con le grandi reti a trama fitta, i flussi di pesci che si spostano lungo gli anfratti della costa. I trabocchi sono posizionati là dove il mare presenta una profondità di almeno sei metri, e spesso siti a ridosso di punte rocciose orientate in genere verso SE o NO, in modo da poter sfruttare favorevolmente le correnti marine.
La rete (che tecnicamente è una rete a bilancia) viene calata in acqua grazie a un sistema di argani azionato da due uomini e, allo stesso modo, prontamente tirata su per recuperare il pescato; sul trabucco operano in norma quattro uomini (che si spartiscono i compiti di avvistamento del pesce e di manovra), detti "traboccanti".

## Storia

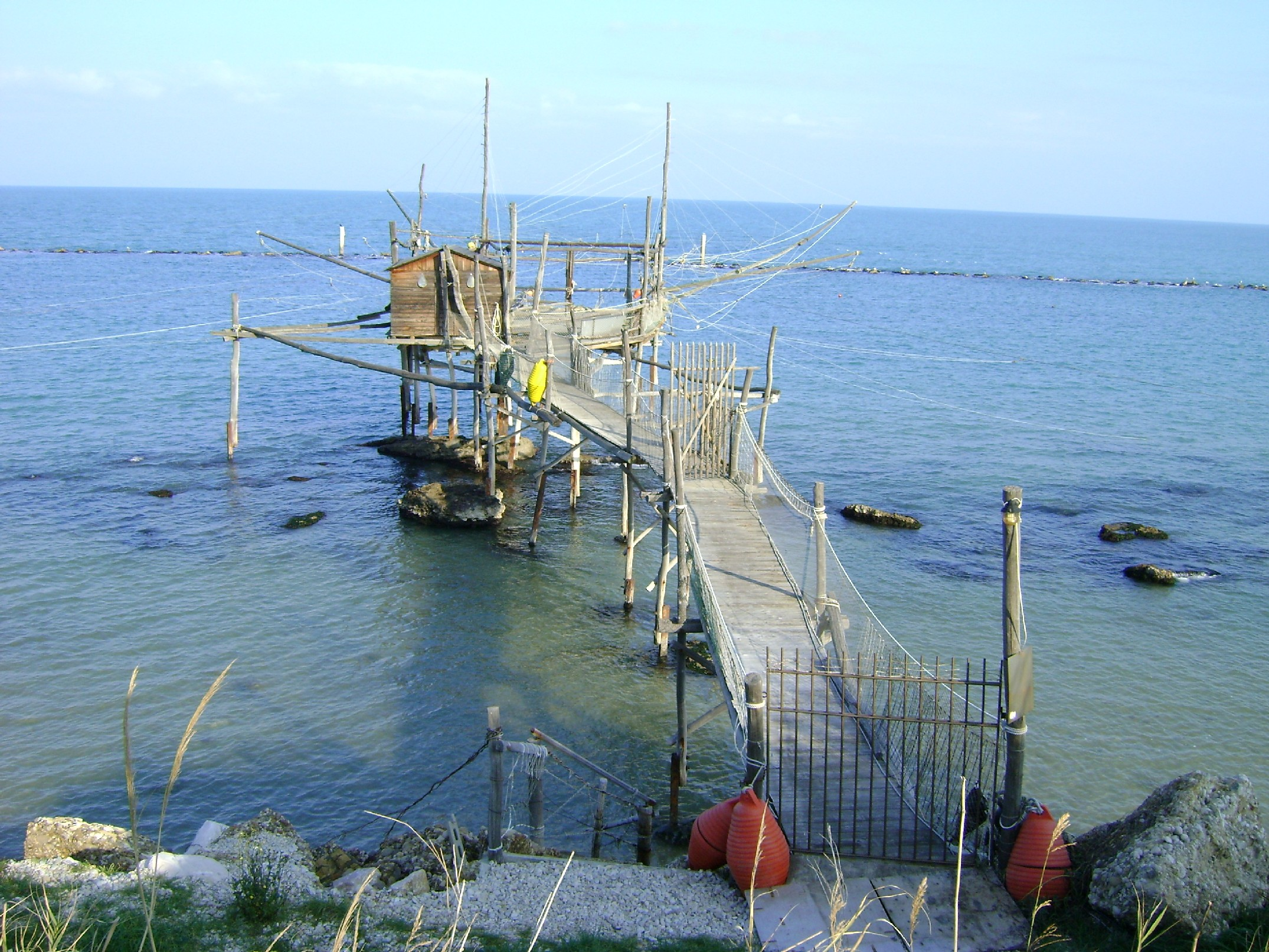
Un trabocco a Fossacesia

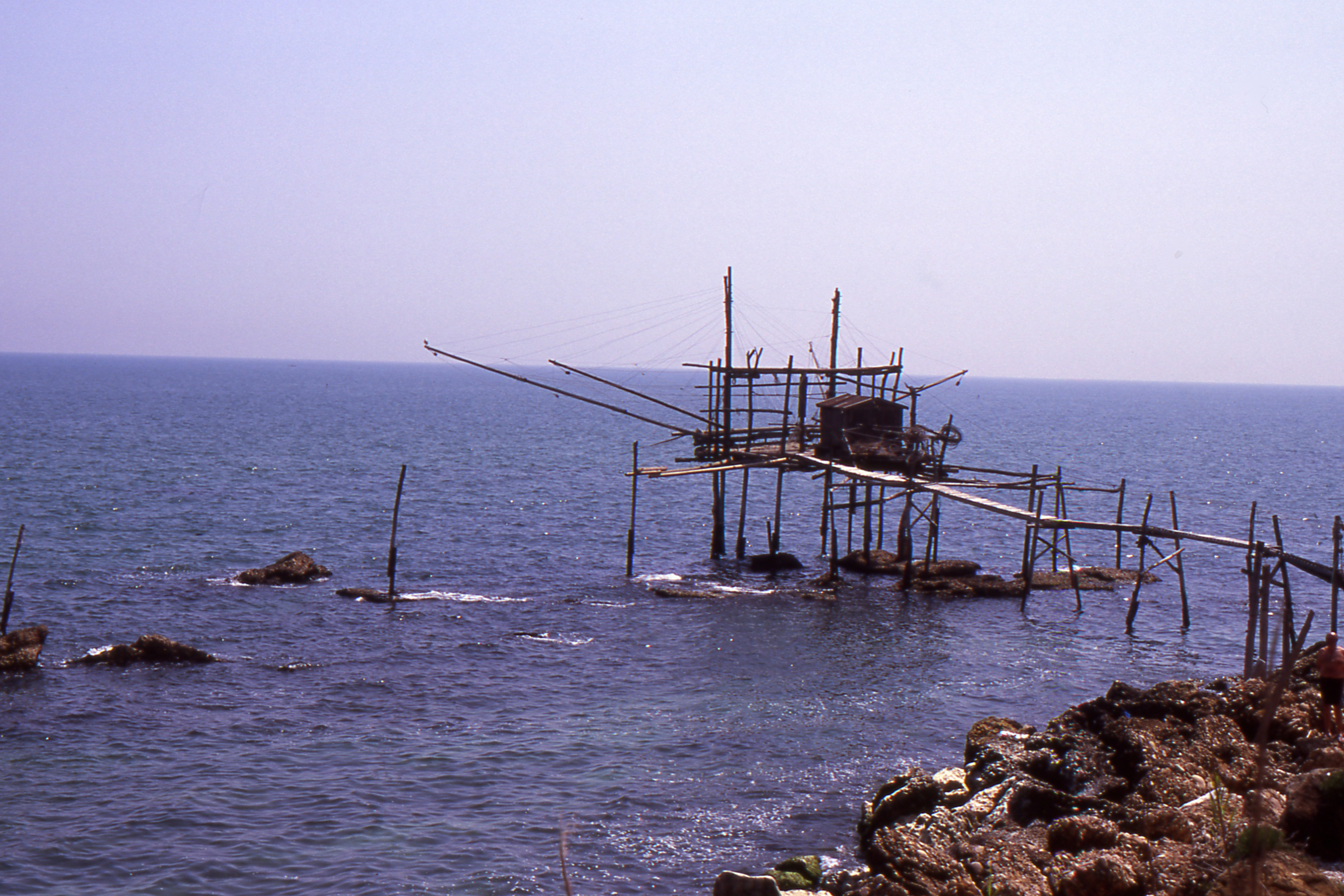
Trabocco nei pressi di San Vito Chietino

Secondo alcuni storici pugliesi, il trabucco sarebbe un'invenzione importata dai Fenici. La più antica data di esistenza documentata risale al XVIII secolo, periodo in cui gli abitanti dell'Abruzzo costiero meridionale si ingegnarono per ideare una tecnica di pesca che non richiedesse uscite in mare; i trabocchi venivano spesso costruiti nel punto più prominente di punte e promontori, gettando le reti verso il largo attraverso un sistema di bracci lignei. L'origine dei trabocchi abruzzesi viene fatta risalire alla metà del XVIII secolo, quando in occasione del dissodamento di terreni a San Vito Chietino, vennero creati diversi piccoli approdi in legno per il carico e scarico del materiale di risulta; conclusi i lavori sui terreni, queste strutture persero la loro funzione di approdi e vennero riadattati dagli abitanti del luogo con l'aggiunta di pali e reti da pesca, dando origine ai trabocchi moderni. 
I trabocchi vengono tradizionalmente costruiti col legno di pino d'Aleppo, comune in tutto il medio Adriatico, facilmente lavorabile e resistente alla salsedine. Dalla seconda metà del XX secolo la funzione di pesca di sostentamento e commerciale dei trabocchi è gradualmente venuta meno, anche grazie alle mutate condizioni economiche della regione, e molte di queste strutture sono state riconvertite in attività di ristorazione, pur spesso mantenendo l'originale attività di pesca.

## Diffusione

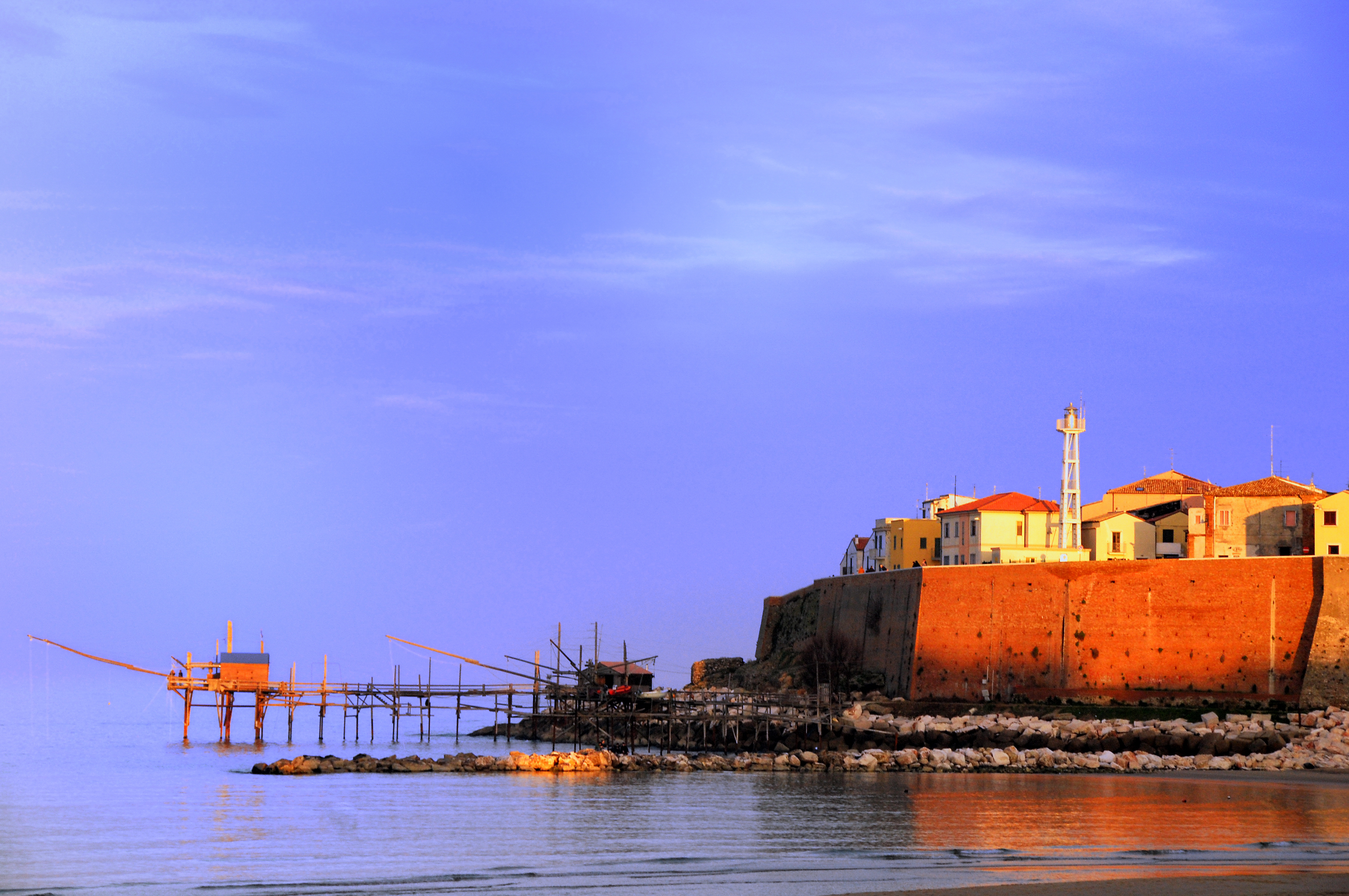
Trabocchi presso Termoli

I trabocchi sono un elemento caratterizzante del paesaggio costiero del basso Adriatico. La loro presenza è comunque attestata anche lungo il basso Tirreno.
Diffusissimi lungo tutta la costa della provincia di Chieti, sono presenti anche più a sud, sulla costa molisana e in particolare nella città di Termoli, e nei litorali pugliesi, dove vengono chiamati trabucchi, in particolare nella zona tra Peschici e Vieste. In passato erano numerosi anche sulle coste a sud del Gargano e nel nord Barese, tra Barletta e Trani.
Nel 1970 si costruì un trabocco anche sulla costa ligure a Vesima, tuttavia l'impianto fu dismesso quasi subito, e sono presenti anche sul molo di Sottomarina di Chioggia. Analoghe strutture sono presenti nel litorale pisano, dove vengono identificati dai locali con il termine "retone", e in Francia, conosciute con il termine "pêcherie".